# مقاطعة سايس

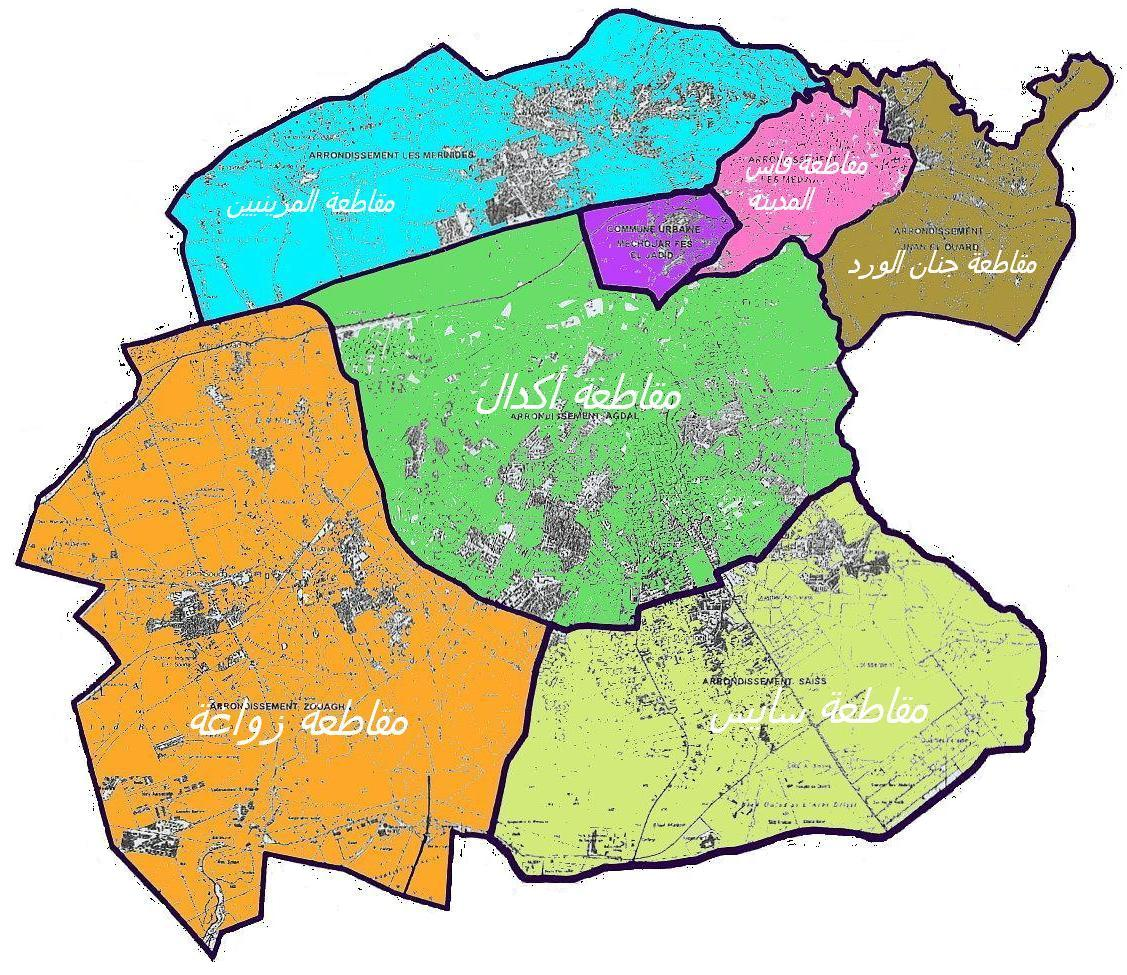
التقسيم الاداري لمقاطعات مدينة فاس
(مقاطعة سايس بالأخضر الفاتح في الجنوب الغربي)

مقاطعة سايس هي جزء من التقسيم الإداري لولاية فاس، تضم هذه المقاطعة 156.590 نسمة لإحصاء سنة 2004.
- - المساحة الإجمالية: 18,90 كلم²
  - نسبة التمدرس: الذكور%؟؟؟ الإناث%؟؟؟؟

## أهم الأحياء
- حي مونفلوري (يناديه البعض بحي الزهور)
- حي النرجس
- حي عوينات الحجاج